# Ріхард Надь (плавець)
Ріхард Надь (9 березня 1993) — словацький плавець.
Учасник Олімпійських Ігор 2016 року.
Призер Чемпіонату Європи з водних видів спорту 2016 року.